# Michel Odent
Michel Odent (Oise, 1930. július 7. –) francia gyermekorvos és születés-specialista.

## Tanulmányai
Odent 1930-ban született Franciaországban. Párizsban tanult az orvosi egyetemen az 1950-es években. A Lancet-ben, amely az egyik legrégebbi és legnagyobb presztízsű angol nyelvű orvosi folyóirat, azt írták róla, “ő az egyik utolsó általános sebész”.

## Szakmai munkája
A francia Pithiviers kórházban 1962-1985-ig Odent a sebészeti és a szülészeti osztályt vezette, itt kezdte vizsgálni a szülési folyamat környezeti tényezőit. Ő vezette be a köztudatba a következő fogalmakat: otthonias szülőszoba, vajúdókád, énekórák várandósok számára. Kórházi munkája után otthonszüléseknél dolgozott. Odent alapította meg a londoni Magzati Egészség Kutatóközpontot (Primal Health Research Center) és annak adatbázisát (primalhealthresearch.org), amely epidemológiai szakirodalom használatával kutatja az ember születés körüli életeseményei és későbbi egészségi állapota közti összefüggéseket.

Odent a szerzője az első orvosi szakcikkeknek, amelyek a szülés utáni órában történő szoptatással foglalkoznak, amelyek a vajúdókádban történő vajúdást írják le, és az első cikk is tőle származik, amely Melzack fájdalomra vonatkozó kapu-kontroll elméletét a szülészetre vonatkoztatja.

Az 1986-ban publikált Magzati egészség (La Santé primale) című könyvében arra vonatkozó bizonyítékokról ír, hogy az ember homeosztázisa (belső környezetének dinamikus állandósága) a magzati korban és a születés körül (azaz a perinatális időszakban) alapozódik meg: ez az az életszakasz, amikor az emberi test alkalmazkodó rendszerei beállítják a saját "alapértékeiket”. 

Odent jelenleg a modern szülészeti eljárásokat vizsgálva a Homo sapiens további evolúcióját kutatja. 

Odent 14 könyvet publikált, ezek 22 nyelven elérhetőek.

Könyveiben gyakran rámutat arra, hogy a csökkentett új-agykérgi (neokortikális) aktivitás a szülő nő egyik leglényegesebb szükséglete. Ez a csökkentett racionális tevékenység teszi lehetővé az ún. "magzatkilökő reflex" aktivitását.

## Könyvei
Bien naître, Seuil, 1976. (ISBN 2-02-004518-4)

Genèse de l'homme écologique, EPI, 1979.

(en) Birth reborn, New York, Pantheon, 1984. (ISBN 978-0285631946) 

La Santé primale. Comment se construit et se cultive la santé, Payot, 1986.

Votre bébé est le plus beau des mammifères, Albin Michel, 1990.

Genèse de l'homme écologique. L'instinct retrouvé, EPI DDB, 1991.

Histoires de naissances, Desclée de Brouwer, 1991.

L'Amour scientifié, Paris, Jouvence, 2001, réédition: Paris, éd. Myriadis, 2014.

Le Fermier et l'accoucheur : l'industrialisation de l'agriculture et de l'accouchement, Paris, Médicis, 2004.

Césariennes : questions, effets, enjeux. Alerte face à la banalisation, Paris, Le Souffle d'or, 2005.

(en) Primal Health : understanding the critical period between conception and the first birthday, Forest Row, Clairview books, 2007.  (ISBN 978-1905570089)

Fonctions des orgasmes : l'origine de l'amour en question, Paris, Jouvence Éditions, 2010.

Le bébé est un mammifère (nouvelle édition enrichie de Votre bébé est le plus beau des mammifères), Paris, Éditions l'Instant Présent, 2011.

La Naissance et l'Évolution d'Homo sapiens, Paris, éd. Myriadis, 2014.

## Könyvei magyarul
Mindannyian a víz gyermekei vagyunk (Jessica Johnsonnal) (Texoft Nyomdaipari és Számítástechnikai, 1994, ISBN 963794365X)

A szeretet tudományosítása (Napvilág Születésház, 2003, ISBN 9789632102672)

Császármetszés (Napvilág Születésház, 2004, ISBN 9632149815)

## Fordítás
- Ez a szócikk részben vagy egészben  a   Michel Odent című angol Wikipédia-szócikk fordításán alapul.  Az eredeti cikk szerkesztőit annak laptörténete sorolja fel. Ez a jelzés csupán a megfogalmazás eredetét és a szerzői jogokat jelzi, nem szolgál a cikkben szereplő információk forrásmegjelöléseként.